# Septima (hudba)
Septima (z lat. septimus – sedmý) je hudební interval mezi prvním a sedmým tónem diatonické stupnice, v rovnoměrně temperovaném ladění obsahuje buď deset půltónů (malá septima) nebo jedenáct půltónů (velká septima).

## Malá septima
Malá septima se považuje za mírně disonantní interval, více disonantní než tercie nebo sexta, ale méně disonantní než velká septima nebo malá sekunda.
V čistém ladění má malá septima hodnotu 16:9 (přibližně 996 centů), ale může nabývat i jiných hodnot, např. 9:5 nebo 7:4.
V pythagorejském ladění má hodnotu 16:9.
Ve středotónovém ladění má hodnotu {\displaystyle 4:{\sqrt {5}}}
V rovnoměrně temperovaném ladění má hodnotu 25/6:1 (přesně 1000 centů), je tedy o něco širší než v čistém ladění.

## Velká septima
Velká septima se spolu s malou sekundou považuje za nejdisonantnější interval.
V čistém ladění má velká septima hodnotu 15:8 (přibližně 1088 centů).
V pythagorejském ladění má hodnotu 243:128.
Ve středotónovém ladění má hodnotu {\displaystyle {\sqrt[{4}]{5^{5}}}:4}
V rovnoměrně temperovaném ladění má hodnotu 211/12:1 (přesně 1100 centů), je tedy o něco širší než v čistém ladění.